# Sistemi di classificazione delle trasmissioni televisive

Grafica di Italia 1 che informa l'inizio di un programma riservato ad un pubblico adulto.

I sistemi di classificazione dei programmi televisivi consentono di indicare il pubblico adatto alla visione di un programma.

## Italia
In Italia non c'è un sistema imposto per legge e ogni emittente si regola autonomamente.

### Mediaset

Lo storico bollino rosso utilizzato fino al 4 ottobre 2010

Il primo gruppo a introdurre un sistema di avvisi ai telespettatori fu Mediaset nel 1994, inizialmente per film e telefilm in onda su Canale 5. Dal 1997 anche Italia 1 e Rete 4 utilizzano il sistema, mentre i canali tematici dal 2009.
Il tipo di programma è indicato da un bollino, visibile nella maggior parte dei casi solo per circa 20 secondi all'inizio del programma, dopo ogni pausa pubblicitaria e nei promo che presentano il programma, il cui colore cambia a seconda del target.
- Bollino verde: Indica che la visione di un programma è adatta generalmente a tutti poiché i contenuti al suo interno sono d'impatto nullo o mite (ma potrebbero comunque non essere adatti a bambini molto piccoli). Nella guida ai programmi televisivi sarà presente, dopo il testo della trama del programma, la scritta «VISIONE ADATTA A TUTTI».
- Bollino giallo: Avverte che la visione di un programma è consigliata a un pubblico di minori accompagnati da un adulto o tutore che possono spiegare temi o scene che potrebbero risultare difficili da capire. Il bollino può presentarsi come intermittente o fisso, mantenendo sempre lo stesso significato. Nella guida ai programmi televisivi sarà presente, dopo il testo della trama del programma, la scritta «VISIONE CONSIGLIATA CON LA PRESENZA DI UN ADULTO».
- Bollino rosso intermittente: Avverte che la visione di un programma è consigliata ad un pubblico indicato come "adulto" per via di contenuti con un forte impatto. Solitamente viene mostrato un avviso prima della trasmissione del programma, solo in alcune fasce orarie. Nella guida ai programmi televisivi sarà presente, dopo il testo della trama del programma ( o anche con un avviso col logo del canale come sfondo ) la scritta «LA VISIONE DI QUESTO PROGRAMMA È CONSIGLIATA AD UN PUBBLICO DI SOLI ADULTI».
- Bollino rosso permanente: Se il bollino rosso permane sullo schermo per tutta la durata del programma e nella guida ai programmi televisivi è presente, dopo il testo della trama del programma, la scritta «PUÒ NUOCERE AI MINORI», la visione è consigliata al solo pubblico maggiorenne. Se dopo il testo della trama del programma viene mostrata la dicitura «VIETATO AI MINORI DI 14 ANNI», tale classificazione non fa parte del sistema adottato da Mediaset (l'azienda non applica alcun tipo di divieto di visione in maniera diretta ma si limita a dare dei consigli agli spettatori) ma indica invece che la visione di un film in Italia è ufficialmente vietata ai minori di 14 anni dal Ministero della cultura. Quasi sempre, i programmi con bollino rosso permanente possono essere bloccati attivando il dispositivo di blocco dell'apparecchio televisivo, comunemente indicato col nome di parental control (o filtro famiglia).

Fino al 4 ottobre 2010 i bollini erano collocati in basso a sinistra e contenevano un omino bianco stilizzato (quello giallo aveva due omini, di cui uno più grande ed uno più piccolo, per rappresentare il genitore e il bambino). Nei promo erano più grandi rispetto a come apparivano nel corso del programma. Talvolta, se rimaneva visibile per tutto il programma, il bollino rosso veniva collocato nelle barre laterali del film in una versione ancora più piccola in modo da non creare disturbo nella visione del film. Dal 5 ottobre 2010 i bollini sono più piccoli, viene introdotto un bollino nero per indicare le visioni non adatte ai minori di 18 anni, viene inoltre anche tolto l'omino all'interno, e compaiono a sinistra accanto al logo di rete.
Le classificazioni per i minori adottate da Mediaset tendono spesso a variare a seconda della rete televisiva sulla quale viene trasmesso un determinato programma. Non è infatti raro che programmi trasmessi con un bollino siano poi riproposti con un altro.

### Sky
Anche su Sky è possibile utilizzare il Parental Control per bloccare la visione dei programmi in base alla loro classificazione; le classificazioni per fasce d'età dei contenuti televisivi sono:
- PT : Per tutti.
- BA : Bambini accompagnati.
- V.M.12 : Vietato ai minori di 12 anni.
- V.M.14 : Vietato ai minori di 14 anni.
- V.M.18 : Vietato ai minori di 18 anni.

### Telemontecarlo/LA7
Telemontecarlo, in seguito divenuta LA7 dal 2001, introduce un sistema di classificazione nella tarda primavera del 1997 con dei triangolini di colore rosso, giallo e verde. Con il cambio di nome e il conseguente rebrand del canale, la classificazione viene indicate da una riga orizzontale gialla intermittente o rossa permanente, a seconda dei contenuti, che appare sopra il logo del canale. Dal 2011, in seguito al restyling grafico del logo, tale riga diventa verticale.

### Rai
La Rai utilizza un sistema di avvisi agli spettatori a partire dal 2000 in seguito alla comparsa del nuovo logo: l'indicazione del divieto consisteva con una farfalla rossa lampeggiante visibile in basso a sinistra che indicava i programmi adatti al solo pubblico adulto. Dal 2007 il simbolo assume un colore a seconda del target: rosso se il programma è adatto al solo pubblico adulto e giallo quando è raccomandata la presenza di un adulto o tutore per la visione con i minori. Dal 18 maggio 2010, con il nuovo logo, il simbolo è rappresentato da una linea colorata sottostante il riquadro con la scritta Rai. Viene inoltre mostrato un cartello all'inizio del film e dopo ogni pausa pubblicitaria che indica il target.
La Rai non aveva un sistema di classificazione per gli spettatori negli anni novanta, come fatto dalle reti private, perché si era imposta delle norme interne sulla tutela dei minori. Fino al 2000, infatti, prima di ogni fiction o film veniva trasmesso un annuncio nel quale si segnalava se la visione del programma era adatta a minori con presenza dei genitori o se era adatta al solo pubblico adulto.

### TV8
Su TV8 appare una riga gialla orizzontale intermittente, rossa intermittente o fissa, a seconda dei contenuti, che appare sotto al logo del canale. Le classificazioni sono le medesime adottate da Sky: PT è quando non è presente nessun avviso particolare, BA corrisponde la riga gialla, V.M.12 corrisponde sempre alla riga rossa intermittente, V.M.14 può corrispondere sia alla riga rossa intermittente che a quella fissa, V.M.18 corrisponde alla sola riga rossa fissa.

### Discovery
Sui canali Discovery Italia può comparire un piccolo bollino, rosso o giallo a seconda del contenuto, posizionato in alto a destra o a sinistra, sopra il nome del programma in onda o vicino al canale.